# 西日本旅客鉄道労働組合
西日本旅客鉄道労働組合（にしにほんりょかくてつどうろうどうくみあい、略称：JR西労組（ジェイアールにしろうそ）、英語：West Japan Railway Trade Union）は、西日本旅客鉄道（JR西日本）社員により組織された労働組合の一つである。

日本労働組合総連合会（連合）に所属する連合組織である日本鉄道労働組合連合会（JR連合）に加盟している。なお、JR西日本労働組合（略称：西労（にしろう））は、全日本鉄道労働組合総連合会（JR総連）の所属で全くの別組織である。

## 概要
2022年4月時点で社員の97%に当たる22,243人を組織する最大労組であり、「自由で民主的な労働組合」をモットーに活動する「責任組合」であると説明している。
会社側と労働協約を締結しており、労使協調的な色彩が強いとされている。2021年の春闘ではコロナ禍による会社の経営難を鑑み、「組合員の雇用と生活を守ることを優先する」として、組合発足以来初めてベースアップ要求を見送っている。

## 沿革
ここでは便宜上、国鉄末期の労組や国鉄改革そのものの動向のうち、JR西労組の結成過程に関係する事項についても説明する。
- 1985年（昭和60年）7月26日 － 国鉄再建監理委員会が最終答申「国鉄改革に関する意見～鉄道の未来を築くために～」。
- 1986年（昭和61年）
  - 9月1日 - 未明、大阪・兵庫・埼玉の6か所で動労・革マル系の組合幹部宅が、鉄パイプを持った集団による同時多発襲撃を受ける。真国労大阪地本書記長（当時37歳）が頭を殴られ死亡、他8人の組合幹部とその家族が重軽傷。
  - 10月9日 - 国労第50回大会（修善寺大会）国鉄改革法への対応方針をめぐって主流派と非主流派・反主流派が対立、代議員による無記名投票が実施され、「賛成101、反対183、保留14」で主流派の山崎委員長らが辞職し、新たに六本木委員長らによる執行部が誕生。
  - 11月28日 - 国鉄改革法成立。
- 1987年（昭和62年）
  - 1月30日 - 【国労から脱退】　西日本鉄道産業労働組合（西日本鉄産労）結成　組合員数10,633名　国鉄本社と雇用安定協約等の労働協約を締結。
  - 2月2日 - 鉄労・動労・社員労・日鉄労で産別組織「全日本鉄道労働組合連合会（鉄道労連）」を結成　後に名称を「JR総連」に変更。
  - 2月28日 - 全国の鉄産労で産別組織「鉄道産業労働組合総連合会（鉄産総連）」を結成。
  - 3月14日 - 西日本旅客鉄道労働組合「西鉄労」結成　後に、JR西労組と改称（旧JR西労組）　JR西日本エリアの鉄労・動労・社員労・日鉄労でJR西日本会社に対応する労働組合を結成。
  - 4月1日 - 国鉄改革に伴いJRグループ誕生　西日本旅客鉄道株式会社発足。
- 1990年（平成2年）
  - 6月19日 - JR総連第5回定期大会で「スト権確立とスト指令権のJR総連への委譲」「スト権の通年確立」を提起。
  - 6月30日 - 旧JR西労組第5回定期中央本部大会を開催　JR総連のスト権問題について全職場での職場討議を決定→反対が大勢を占める。
  - 11月20日 - 旧JR西労組第8回中央委員会を開催　JR総連スト権問題について、「単組の自主性の堅持、自主性の発揮、組織介入を許さない」ことを確認。
- 1991年（平成3年）
  - 2月19日 - 旧JR西労組第9回中央委員会 大松執行委員長挨拶で「JR総連との断絶、鉄産労との統一を呼びかける」と発言、中央執行委員5名（旧動労系）が挨拶に反対し議場を退席、羽淵書記長が病気休職中の為、委員会定足数に足らず中央委員会は休会となる。
  - 5月14日 - 信楽高原鉄道事故発生。
  - 5月23日 - 旧動労系組合員が旧JR西労組を脱退　「JR西労」を結成。
  - 7月4日 - 旧JR西労組第6回定期中央本部大会　JR総連からの脱退、西日本鉄産労との組織統一を確認。
  - 7月26日 - 西日本鉄産労第6回定期大会　「JR西労組との組織統一をめざし協議を進める」方針を決定。
  - 12月5日
    - 旧JR西労組　臨時大会を開催　「組織の発展的解散」と「統一大会開催」を満場一致で決議。
    - 西日本鉄産労　臨時大会を開催　「組織の発展的解散」と「統一大会開催」を満場一致で決議。

  - 12月6日 - 「西日本旅客鉄道産業労働組合」（略称：JR西労組）結成。 統一調印の議を実施　ホテルプラザ　組合員35,000名　組織率76.2％。
- 1997年（平成9年）7月16日 - 第8回定期中央本部大会にて、「西日本旅客鉄道労働組合」（略称：JR西労組）に名称変更。

## 関係人物
- 三日月大造（元衆議院議員、第18代滋賀県知事、元JR西労組中央本部青年女性委員長）

## 民主党との関係
JR西労組OBの民主党衆院議員、三日月大造国土交通大臣政務官が、「JRみかづき会」から6年間で1億円を超える献金を受けていたことがわかり、資金面でJR西労組側に依存する三日月政務官が、JRを所管する国交省の重要ポストに名を連ねていたことに、識者からは「中立性に疑問があり、癒着を疑われても仕方がない」との批判の声も出ている。